# (8026) Johnmckay
(8026) Johnmckay est un astéroïde de la ceinture principale, de la famille de Hungaria.

## Description
(8026) Johnmckay est un astéroïde de la ceinture principale, de la famille de Hungaria. Il présente une orbite caractérisée par un demi-grand axe de 1,93 UA, une excentricité de 0,08 et une inclinaison de 19,9° par rapport à l'écliptique.

## Compléments